# The Dirt
The Dirt: Confessions of the World's Most Notorious Rock Band (ISBN 0-06-098915-7) är en biografi om hårdrocksbandet Mötley Crüe, skriven av Neil Strauss tillsammans med bandets medlemmar Tommy Lee, Mick Mars, Vince Neil och Nikki Sixx. Boken släpptes i USA den 22 maj 2001 och beskriver bandets dekadenta historia där framgångar, motgångar, skivorna, turnéerna, knarket, spriten, tjejerna och katastroferna skildras ur medlemmarnas egen synvinkel.
The Dirt var också det ursprungliga arbetsnamnet på Mötley Crües nya album som släpptes den 24 juni 2008, namnet ändrades dock till Saints Of Los Angeles. En film baserad på boken är under produktion, i regi av Larry Charles och planeras bli klar för premiär 2013.[uppföljning saknas]